# Жана-Турмис
Жана́-Турми́с (каз. Жаңатұрмыс) — село у складі Астраханського району Акмолинської області Казахстану. Адміністративний центр Кизилжарського сільського округу.
Населення — 593 особи (2021; 1016 у 2009, 1173 у 1999, 1535 у 1989).
Національний склад станом на 1989 рік:
- казахи — 39 %;
- росіяни — 28 %.

У радянські часи село називалось Жанатурмис.